# 스기타촌
스기타촌(杉田村)은 후쿠시마현 아다치군에 있던 촌이다. 현재의 니혼마쓰시 남서부에 해당한다.

## 역사
- 1889년 4월 1일 - 정촌제 시행에 의해 4촌의 구역으로 성립하였다.
- 1955년 1월 1일 -  니혼마쓰 정·시오자와 촌·다케시모 촌·이시이 촌·다이헤이 촌과 합병해, 새로운 니혼마쓰정이 성립하여, 동일 스기타촌이 폐지되었다.

## 교통

### 철도
- 일본국유철도 도호쿠 본선

### 도로
- 국도 4호선

## 참고문헌
- 角川日本地名大辞典 7 福島県